# University of California, Los Angeles Men's Volleyball 2013
Questa voce raccoglie le informazioni riguardanti la University of California, Los Angeles Men's Volleyball nella stagione 2013.

## Stagione
La stagione 2013 è la seconda per coach John Speraw alla guida del programma; lo staff è completato da Andrea Becker per il secondo anno consecutivo, terzo complessivamente, e da Brad Keller, anch'esso al secondo anno consecutivo, ma ottavo in totale.
La rosa della squadra cambia in maniera notevole: sono tre le nuove reclute dalle scuole superiori, a fronte delle undici partenze, tra giocatori che hanno terminato la propria carriera ed altri che hanno lasciato il programma anticipatamente; tre di essi, Nicholas Vogel, Kyle Caldwell e Thomas Amberg, hanno iniziato la carriera professionistica rispettivamente nel campionato greco col Panathīnaïkos Athlītikos Omilos, nel campionato belga col Maaseik e nella Ligue B francese con l'Asnières Volley 92.
La stagione si apre il 4 gennaio due vittorie. La prima sconfitta arriva invece il giorno successivo, contro la University of California, Irvine. Dopo tre successi al tie break, i Bruins cadono in casa della University of Hawaii at Manoa e nella gara interna contro la California State University, Long Beach. Nelle successive dodici partite la UCLA colleziona sei vittorie ed altrettante sconfitte. Dopo sei successi consecutivi, i Bruins perdono a domicilio contro la California Baptist University, per poi centrare altri tre successi negli ultimi incontri di regular season, qualificandosi così al torneo di conference come testa di serie numero 4. Dopo aver eliminato la Pepperdine University ai quarti di finale, i Bruins perdono ed escono di scena contro i padroni di casa e testa di serie numero 1 della Brigham Young University, concludendo così la propria stagione.
Tra i giocatori si distinguono Gonzalo Quiroga e Spencer Rowe, insigniti di due riconoscimenti individuali; gli altri Bruins premiati in stagione sono Evan Mottram e Dane Worley.

## Organigramma societario
Area direttiva
- Presidente: Gene D. Block
- Direttore delle operazioni: Cayley Thurlby

Area tecnica
- Allenatore: John Speraw
- Assistente allenatore: Andrea Becker, Brad Keller
- Scout: Rob Chai

## Rosa
| N° | Nome               | Ruolo | Data di nascita   | Nazionalità sportiva | Anno      |
| -- | ------------------ | ----- | ----------------- | -------------------- | --------- |
| 2  | Steve O'Dell       | P     |                   | Stati Uniti          | Freshman  |
| 3  | Evan Mottram       | L     |                   | Stati Uniti          | Junior    |
| 6  | Clayton Paullin    | C     |                   | Stati Uniti          | Sophomore |
| 7  | Scott Vegas        | S/O   |                   | Stati Uniti          | Senior    |
| 8  | Jonathan Bridgeman | S/O   |                   | Stati Uniti          | Junior    |
| 10 | Connor Bannan      | P     |                   | Stati Uniti          | Junior    |
| 12 | Ian Sequeira       | L     |                   | Stati Uniti          | Sophomore |
| 14 | Trent Kersten      | C     |                   | Stati Uniti          | Freshman  |
| 15 | Robart Page        | S/O   | 10 settembre 1992 | Stati Uniti          | Junior    |
| 16 | Dane Worley        | S     |                   | Stati Uniti          | Junior    |
| 17 | Spencer Rowe       | C     | 5 aprile 1992     | Stati Uniti          | Junior    |
| 18 | Kyle Palmer        | C     |                   | Stati Uniti          | Freshman  |
| 19 | Kendall Partie     | C     |                   | Stati Uniti          | Sophomore |
| 23 | Gonzalo Quiroga    | S     | 25 febbraio 1993  | Argentina            | Junior    |
| 28 | Kene Izuchukwu     | S     |                   | Stati Uniti          | Sophomore |
| 32 | Michael Beals      | P     |                   | Stati Uniti          | Sophomore |
| 34 | John Zappia        | C     |                   | Stati Uniti          | Freshman  |

## Mercato
| Acquisti | Acquisti     | Acquisti              | Acquisti   |
| R.       | Nome         | da                    | Modalità   |
| -------- | ------------ | --------------------- | ---------- |
| P        | Steve O'Dell | McQuaid Jesuit HS     | definitivo |
| C        | Kyle Palmer  | Servite High School   | definitivo |
| C        | John Zappia  | Mater Dei High School | definitivo |

| Cessioni | Cessioni        | Cessioni      | Cessioni   |
| R.       | Nome            | a             | Modalità   |
| -------- | --------------- | ------------- | ---------- |
| L        | Jamey Ker       | -             | ritirato   |
| L        | Kristian Kuld   | -             | ritirato   |
| S        | Matt Hanley     | -             | ritirato   |
| S        | Weston Dunlap   | -             | ritirato   |
| S/O      | Nicholas Vogel  | Panathīnaïkos | definitivo |
| P        | Kyle Caldwell   | Maaseik       | definitivo |
| S        | Jack Polales    | -             | ritirato   |
| S        | Thomas Amberg   | Asnières      | definitivo |
| S        | Max Greer       | -             | ritirato   |
| S        | Ryal Jagd       | -             | ritirato   |
| S        | Jeremy Casebeer | -             | ritirato   |

## Risultati

### Division I NCAA

#### Regular season

##### Girone
| 4 gennaio 2013 Thunderdome, Santa Barbara       | UC Santa Barbara    | 2 - 3 | UC Los Angeles      | 27-25, 25-21, 22-25, 14-25, 13-15 |
| 4 gennaio 2013 Thunderdome, Santa Barbara       | UC San Diego        | 2 - 3 | UC Los Angeles      | 24-26, 19-25, 22-25, 17-25, 8-15  |
| 5 gennaio 2013 Thunderdome, Santa Barbara       | UC Irvine           | 3 - 2 | UC Los Angeles      | 25-17, 25-17, 24-26, 22-25, 15-13 |
| 8 gennaio 2013 Pauley Pavilion, Los Angeles     | UC Los Angeles      | 3 - 2 | CSU Northridge      | 25-18, 19-25, 25-19, 18-25, 15-13 |
| 10 gennaio 2013 Stan Sheriff Center, Honolulu   | Penn State          | 2 - 3 | UC Los Angeles      | 25-19, 18-25, 25-18, 21-25, 10-15 |
| 11 gennaio 2013 Stan Sheriff Center, Honolulu   | Ohio State          | 2 - 3 | UC Los Angeles      | 25-17, 22-25, 25-18, 18-25, 13-15 |
| 12 gennaio 2013 Stan Sheriff Center, Honolulu   | Hawaii              | 3 - 2 | UC Los Angeles      | 20-25, 25-23, 20-25, 26-24, 16-14 |
| 15 gennaio 2013 Pauley Pavilion, Los Angeles    | UC Los Angeles      | 1 - 3 | CSU Long Beach      | 23-25, 22-25, 25-16, 17-25        |
| 18 gennaio 2013 Rob Gym, Santa Barbara          | UC Santa Barbara    | 1 - 3 | UC Los Angeles      | 25-21, 17-25, 17-25, 19-25        |
| 22 gennaio 2013 Maples Pavilion, Stanford       | Stanford            | 3 - 1 | UC Los Angeles      | 27-25, 19-25, 25-14, 25-12        |
| 27 gennaio 2013 Alex G. Spanos Center, Stockton | Pacific             | 0 - 3 | UC Los Angeles      | 22-25, 19-25, 12-25               |
| 29 gennaio 2013 Pauley Pavilion, Los Angeles    | UC Los Angeles      | 2 - 3 | UC Irvine           | 19-25, 25-22, 25-20, 20-25, 11-15 |
| 2 febbraio 2013 Pauley Pavilion, Los Angeles    | UC Los Angeles      | 3 - 0 | UC San Diego        | 25-10, 33-31, 25-22               |
| 7 febbraio 2013 Van Dyne Gym, Riverside         | California Baptist  | 3 - 2 | UC Los Angeles      | 30-28, 23-25, 27-25, 23-25, 15-12 |
| 9 febbraio 2013 Smith Fieldhouse, Provo         | Brigham Young       | 3 - 0 | UC Los Angeles      | 25-22, 25-15, 25-23               |
| 15 febbraio 2013 Wooden Center, Los Angeles     | UC Los Angeles      | 3 - 0 | Hawaii              | 26-24, 25-17, 25-23               |
| 16 febbraio 2013 Pauley Pavilion, Los Angeles   | UC Los Angeles      | 2 - 3 | Hawaii              | 25-23, 18-25, 25-19, 23-25, 12-15 |
| 18 febbraio 2013 Galen Center, Los Angeles      | Southern California | 0 - 3 | UC Los Angeles      | 18-25, 21-25, 17-25               |
| 23 febbraio 2013 Firestone Fieldhouse, Malibù   | Pepperdine          | 0 - 3 | UC Los Angeles      | 18-25, 17-25, 18-25               |
| 27 febbraio 2013 Wooden Center, Los Angeles     | UC Los Angeles      | 1 - 3 | UC Santa Barbara    | 19-25, 25-22, 23-25, 19-25        |
| 8 marzo 2013 Pauley Pavilion, Los Angeles       | UC Los Angeles      | 3 - 0 | Pacific             | 25-19, 25-19, 25-20               |
| 10 marzo 2013 Wooden Center, Los Angeles        | UC Los Angeles      | 3 - 0 | Stanford            | 25-21, 25-23, 29-27               |
| 13 marzo 2013 Walter Pyramid, Long Beach        | CSU Long Beach      | 2 - 3 | UC Los Angeles      | 25-21, 25-21, 18-25, 24-26, 10-15 |
| 15 marzo 2013 The Matadome, Los Angeles         | CSU Northridge      | 2 - 3 | UC Los Angeles      | 25-20, 19-25, 25-22, 13-25, 10-15 |
| 29 marzo 2013 RIMAC Arena, La Jolla             | UC San Diego        | 0 - 3 | UC Los Angeles      | 20-25, 18-25, 20-25               |
| 30 marzo 2013 Bren Center, Irvine               | UC Irvine           | 1 - 3 | UC Los Angeles      | 16-25, 16-25, 25-19, 17-25        |
| 4 aprile 2013 Pauley Pavilion, Los Angeles      | UC Los Angeles      | 1 - 3 | California Baptist  | 25-21, 18-25, 19-25, 20-25        |
| 6 aprile 2013 Pauley Pavilion, Los Angeles      | UC Los Angeles      | 3 - 0 | Brigham Young       | 23-25, 19-25, 20-25               |
| 10 aprile 2013 Pauley Pavilion, Los Angeles     | UC Los Angeles      | 3 - 0 | Pepperdine          | 25-22, 25-20, 25-23               |
| 12 aprile 2013 Pauley Pavilion, Los Angeles     | UC Los Angeles      | 3 - 0 | Southern California | 25-16, 25-18, 25-15               |

##### Torneo MPSF
| 20 aprile 2013 - Quarti di finale Wooden Center, Los Angeles | UC Los Angeles #4 | 3 - 0 | Pepperdine #5     | 25-19, 25-18, 25-18               |
| 25 aprile 2013 - Semifinale Smith Fieldhouse, Provo          | Brigham Young #1  | 3 - 2 | UC Los Angeles #4 | 23-25, 21-25, 25-18, 26-24, 15-10 |

## Statistiche

### Statistiche di squadra
| Competizione    | Punti | In casa | In casa | In casa | In trasferta | In trasferta | In trasferta | Campo neutro | Campo neutro | Campo neutro | Totale | Totale | Totale |
| Competizione    | Punti | G       | V       | P       | G            | V            | P            | G            | V            | P            | G      | V      | P      |
| --------------- | ----- | ------- | ------- | ------- | ------------ | ------------ | ------------ | ------------ | ------------ | ------------ | ------ | ------ | ------ |
| NCAA Division I | .672  | 14      | 9       | 5       | 14           | 8            | 6            | 4            | 3            | 1            | 32     | 21     | 11     |
| Totale          | .672  | 14      | 9       | 5       | 14           | 8            | 6            | 4            | 3            | 1            | 32     | 21     | 11     |

G = partite giocate; V = partite vinte; P = partite perse

### Statistiche dei giocatori
| Giocatore    | Division I NCAA | Division I NCAA | Division I NCAA | Division I NCAA | Division I NCAA | Totale | Totale | Totale | Totale | Totale |
| Giocatore    | P               | PT              | AV              | MV              | BV              | P      | PT     | AV     | MV     | BV     |
| ------------ | --------------- | --------------- | --------------- | --------------- | --------------- | ------ | ------ | ------ | ------ | ------ |
| C. Bannan    | ?               | ?               | ?               | ?               | ?               | ?      | ?      | ?      | ?      | ?      |
| M. Beals     | ?               | ?               | ?               | ?               | ?               | ?      | ?      | ?      | ?      | ?      |
| J. Bridgeman | ?               | ?               | ?               | ?               | ?               | ?      | ?      | ?      | ?      | ?      |
| T. Kersten   | ?               | ?               | ?               | ?               | ?               | ?      | ?      | ?      | ?      | ?      |
| K. Izuchukwu | ?               | ?               | ?               | ?               | ?               | ?      | ?      | ?      | ?      | ?      |
| E. Mottram   | ?               | ?               | ?               | ?               | ?               | ?      | ?      | ?      | ?      | ?      |
| S. O'Dell    | ?               | ?               | ?               | ?               | ?               | ?      | ?      | ?      | ?      | ?      |
| R. Page      | 29              | 442             | 356             | 56              | 21              | 29     | 442    | 356    | 56     | 21     |
| K. Palmer    | 0               | 0               | 0               | 0               | 0               | 0      | 0      | 0      | 0      | 0      |
| K. Partie    | ?               | ?               | ?               | ?               | ?               | ?      | ?      | ?      | ?      | ?      |
| C. Paullin   | ?               | ?               | ?               | ?               | ?               | ?      | ?      | ?      | ?      | ?      |
| G. Quiroga   | 30              | 530             | 420             | 58              | 52              | 30     | 530    | 420    | 58     | 52     |
| S. Rowe      | 31              | 342             | 213             | 112             | 17              | 31     | 342    | 213    | 112    | 17     |
| I. Sequeira  | ?               | ?               | ?               | ?               | ?               | ?      | ?      | ?      | ?      | ?      |
| S. Vegas     | ?               | ?               | ?               | ?               | ?               | ?      | ?      | ?      | ?      | ?      |
| D. Worley    | ?               | ?               | ?               | ?               | ?               | ?      | ?      | ?      | ?      | ?      |
| J. Zappia    | 0               | 0               | 0               | 0               | 0               | 0      | 0      | 0      | 0      | 0      |

P = presenze; PT = punti totali; AV = attacchi vincenti; MV = muri vincenti; BV = battute vincenti

## Premi individuali
- Gonzalo Quiroga:

AVCA Division I NCAA All-America First Team
All-MPSF First Team
- Evan Mottram:

AVCA Division I NCAA All-America Second Team
- Spencer Rowe:

AVCA Division I NCAA All-America Second Team
All-MPSF Second Team
- Dane Worley:

All-MPSF Second Team